# Willy Malousek
Willy Malousek (ur. 22 kwietnia 1892 w Wiedniu, zm. 15 września 1958 tamże) – austriacki piłkarz i trener piłkarski.

## Kariera piłkarska

### Kariera klubowa
W latach 1913–1923 występował w ASV Hertha Wien.

## Kariera trenerska
W 1924 roku trenował RFK Ryga. W 1924 oraz w 1929 prowadził reprezentację Łotwy. W 1927 stał na czele klubu Olimpija Lipawa.

## Sukcesy i odznaczenia

### Sukcesy trenerskie
Łotwa
- wicemistrz Baltic Cup: 1929